# École centrale de Lyon
École centrale de Lyon (ou Centrale Lyon ou E.C. Lyon) é uma  escola de engenharia, instituição de ensino superior público localizada na cidade do Lyon, França e um membro fundador da France AEROTECH. École centrale de Lyon é uma parte do Grupo Centrale, do qual também fazem parte as École centrale de Lille, École centrale de Lyon, École centrale de Marseille, École centrale de Nantes e École centrale de Paris.

## Graduado famoso
- Paul-Émile Victor, explorador francês.